# Алимов, Ильяз Джумаваевич
Ильяз Джумаваевич Алимов (24 августа 1990, Кызыл-Кия) — киргизский футболист, защитник.

## Карьера

### Клубная
Воспитанник футбольной школы г. Кызыл-Кия, тренер — Мурат Авчиев.
В 2007 году начал профессиональную карьеру в команде «Абдыш-Ата» из города Кант. В 2011 году выступал в высшей лиге в команде «Нефтчи» из Кочкор-Ата.
В 2013 году перешёл в ошский «Алай». В первом же сезоне стал чемпионом Кыргызстана и обладателем Кубка страны. В 2014 в составе «Алая» дебютировал на Кубке АФК. 4 февраля в единственном матче квалификационного раунда за выход в групповой этап, алайцы играли в гостях с чемпионом Палестины — командой «Аль-Дахрия». Первым счёт открыл Ильяз, закинув мяч головой после штрафного, в итоге «Алай» победил в серии пенальти (1:1, 8:7-пен.).
В 2014 году признан лучшим защитником Топ Лиги по версии сайта ФЛК.
В составе «Алая» — неоднократный чемпион Кыргызстана (2013, 2015, 2016, 2017). В матчах своей команды выходил на поле с капитанской повязкой.
В августе 2019 года был признан виновным в сговоре с целью осуществления махинаций с участием «Алая» в сезонах 2017 и 2018 годов в Кубке АФК и был пожизненно дисквалифицирован.

### В сборной
Дебютный матч за сборную Кыргызстана сыграл 13 декабря 2014 года против Китая. Последний на данный момент матч сыграл в июне 2017 года, всего на его счету 7 матчей за сборную.

## Достижения
- Чемпион Кыргызстана (4): 2013, 2015, 2016, 2017
- Обладатель Кубка Кыргызстана (1): 2013
- Обладатель Суперкубка Кыргызстана (1): 2011